# جنو بينوتيلز
أدوات جنو الثنائية أو (بالإنجليزية:binutils) هي مجموعة من أدوات البرمجة التي يحتفظ بها مشروع جنو للعمل مع الكود التنفيذي بما في ذلك لغة التجميع والربط والعديد من عمليات التطوير الأخرى.
الأدوات أصلاً من سيغنس سولوشنز .
تُستخدم الأدوات عادةً مع أدوات جنو الأخرى مثل مجموعة مصرفات جنو ومصحح جنو.

## أدوات
تتضمن الأدوات ما يلي:
| as        | المجمع المعروف شعبيا باسم GAS (GNU Assembler)          |
| ld        | رابط                                                   |
| gprof     | ملف تعريف                                              |
| addr2line | تحويل العنوان إلى ملف وسطر                             |
| ar        | إنشاء وتعديل واستخراج من الأرشيفات                     |
| c++filt   | مرشح إزالة التشابك لرموز C++                           |
| dlltool   | إنشاء مكتبات الارتباط الديناميكي لنظام التشغيل Windows |
| gold      | رابط بديل لملفات ELF                                   |
| nlmconv   | تحويل ملف الكائن إلى وحدة NetWare Loadable             |
| nm        | رموز القائمة التي تم تصديرها بواسطة ملفات الكائنات     |
| objcopy   | نسخ ملفات الكائنات، مع إمكانية إجراء تغييرات           |
| objdump   | تفريغ المعلومات حول ملفات الكائنات                     |
| ranlib    | إنشاء مؤشرات للأرشيفات (للتوافق؛ مثل ar -s )           |
| readelf   | عرض محتويات ملفات ELF                                  |
| size      | أحجام أقسام القائمة والحجم الإجمالي للملفات الثنائية   |
| strings   | قائمة السلاسل القابلة للطباعة                          |
| strip     | إزالة الرموز من ملفات الكائنات                         |
| windmc    | يُنشئ موارد رسائل Windows                               |
| windres   | مُجمِّع لملفات موارد Windows                              |

## إلفوتيلز
كتب أولريش دريبر ، ليحل محل جنو بينوتيلز جزئيًا، مخصص لنظام لينكس فقط مع دعم تردد متطرف الانخفاض و DWARF. يقوم بتوزيع ثلاث مكتبات معه للوصول البرمجي.

## روابط خارجية
- الموقع الرسمي
- The ELF Tool Chain Project : the BSD license similar project (mirror)